# Águas Livres
Águas Livres – parafia (freguesia) gminy Amadora i jednocześnie miejscowość w Portugalii. W 2011 była zamieszkiwana przez 37 340 mieszkańców.